# Squatina nebulosa
Squatina nebulosa Regan, 1906 è uno squalo appartenente alla famiglia Squatinidae, presente lungo le coste del Sud-est asiatico.

## Descrizione
Raggiunge una lunghezza massima di 1,60 metri e di circa 45 kg di peso. Come le altre specie di squalo angelo questa è dotata di un corpo appiattito e di pinne pettorali molto larghe, simili in tutto e per tutto a quelle delle razze e di pinne dorsali, ma non dispone di una pinna anale. Il corpo è color fuliggine ed è ricoperto da numerose macchie scure, contornate da ocelli. Sulla schiena e sulla testa non sono presenti spine. Tra gli occhi, che si trovano al centro della testa, vi è una superficie concava. La bocca è terminale ed è circondata da barbigli corti e sottili. Le fessure branchiali sono cinque.

## Distribuzione e habitat
Si trova in Cina, Corea, Giappone e nell'oceano Pacifico, ad una profondità di circa 330 metri.

## Riproduzione
Si sa poco sulla riproduzione e sull'alimentazione di questo squalo angelo. Si nutre di molluschi e crostacei, nascondendosi sotto la sabbia per poi risucchiarli. Come in tutti i pesci la riproduzione è ovovipara, le uova vengono covate dalla madre prima che i piccoli nascano.

## Conservazione
S. nebulosa è considerata come vu (vulnerabile). La pesca con reti a strascico di questa specie è stata vietata in molti paesi asiatici: Giappone, Cina, Myanmar, India e Cambogia.